# بانگن
بانگن (به فرانسوی: Bainghen) یک کمون (فرانسه) در فرانسه است که در پا-دو-کاله واقع شده‌است. بانگن ۶٫۶۹ کیلومتر مربع مساحت دارد ۲۰۰ متر بالاتر از سطح دریا واقع شده‌است.